# Frizington
Frizington är en by i kommunen Cumberland i Cumbria i England. Orten har 2 558 invånare (2011).